# Comté de Door
Pour les articles homonymes, voir Door.
Le comté de Door (en anglais : Door County) est l'un des 72 comtés de l'État du Wisconsin, aux États-Unis.
Il est situé dans la péninsule de Door, dont il constitue la majeure partie, péninsule séparant Green Bay du lac Michigan.
Au recensement de 2010, sa population était de 27 785 habitants. Le siège du comté est Sturgeon Bay. Le comté de Door est une destination de vacances et de tourisme populaire, spécialement pour les populations du Wisconsin et de l'Illinois voisin.
Le comté est nommé d'après le détroit entre la péninsule de Door et l'île Washington. Ce passage dangereux, aujourd'hui parsemé de nombreuses épaves de navires, était connu des Amérindiens et des premiers explorateurs français. À cause de ses dangers naturels où les eaux de Green Bay rencontrent les eaux ouvertes du lac Michigan, ils lui donnèrent le nom du passage de la Porte des Morts qui se traduit en anglais par Door to the Way to Death ou simplement Death's Door.

## Climat
| Comté de Door Climatogramme Haut : Température maximale moyenne (°C) Bas : Précipitations (mm). Total annuel : 1 019 mm.Source : |           |         |          |         |         |          |          |          |          |        |       |
| J | F         | M       | A        | M       | J       | J        | A        | S        | O        | N      | D     |
| 57 −6 −8 | 54 −8 −15 | 60 1 −4 | 129 9 −2 | 93 13 3 | 85 18 9 | 97 21 12 | 78 20 15 | 87 19 12 | 129 11 3 | 85 7 1 | 65 −2 |

## Photographie astronomique
| Photographie astronomique du comté de Door |  |  |  |
|                                            |  |  |  |